# Лицо кавказской национальности
«Лицо кавказской национальности» — термин бюрократического языка, эвфемизм, уничижительный аналог обозначения «восточный человек»; шире — собирательный расистский конструкт для обозначения «чужих».
Получил распространение с середины 1980-х годов как советское официальное наименование людей, предположительно являвшихся уроженцами Кавказа. Стал популярен в России в условиях роста напряжённости в межэтнических отношениях на рубеже ХХ-ХХI веков. Связан с мигрантофобией и процессом расиализации «мигрантов». Чаще в «лицах кавказской национальности», чем в «жидомасонах», массы видят главный источник сегодняшних и будущих угроз.
Более нейтрален, чем аналогичные уничижительные определения «чёрные», «хачи» и другие, но также научно некорректен. Не имеет отношения к научным, этнографическим понятиям. Уничижительность термина входит в противоречие с его изначальной эвфемистичностью, что, однако, закономерно для многих официозных наименований. 

## Происхождение

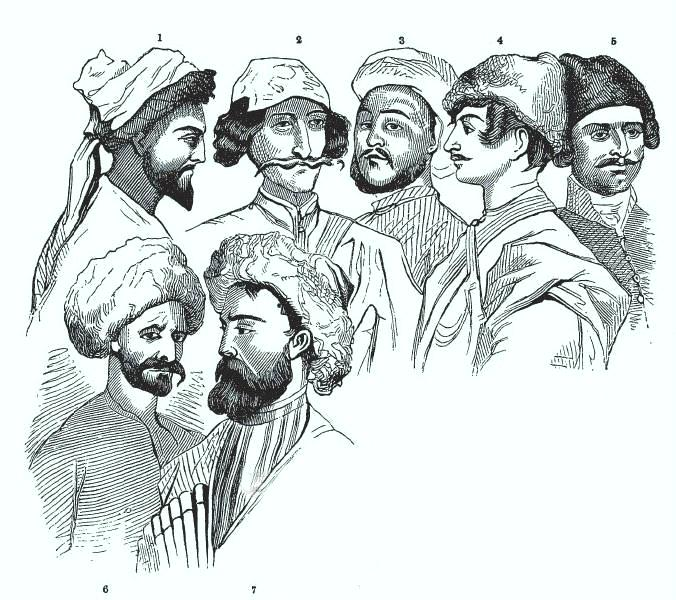
Типы некоторых кавказских «племён», Иллюстрированное описание Российской империи Роберта Сирса, 1855 год

К возникновению подобных этнонимов-эвфемизмов, которые получили вторичную экспрессивность, привело бюрократическое стремление создать семантическую и эмоциональную неопределённость, идеологическую немаркированность. Причиной этому было стало противоречие между «нейтральностью», «политкорректностью» данных этнонимов и реальным отношением представителей власти к разным группам «инородцев». По мнению Э. И. Хан-Пиры, первым из этих этнонимов-эвфемизмов стало клише «лица крымско-татарской национальности», которое возникло во время депортации крымских татар в 1944 году: «Сказать немец (еврей, армянин и т. д.) — несолидно, неудобно, куда солиднее, деликатнее — лицо немецкой (еврейской, армянской и т. д.) национальности. А тут уж рукой подать до подаренных нам, удивительных и загадочных потомков этой конструкции — лица кавказской национальности, лица южной национальности. Этнографии неизвестна ни кавказская, ни южная национальности». А. Г. Левинсон писал о бытовании выражения «лицо кавказской национальности» в Советской Армии 1970-х — 1980-х годах, наряду с рядом других экспрессивных этнонимов, и предложил свою собственную версию его происхождения.
Из выражений, сформированных по модели «лицо N-ской национальности», наиболее частотные зафиксированы в словарных материалах Г. Ч. Гусейнова: «лицо еврейской национальности, лица южной национальности, лицо славянской национальности (лица славянских национальностей), лица некоренных национальностей, лица географической национальности», лицо кавказской национальности.
Навыки расистского мышления закреплены в языке, выражаясь в уничижительных терминах или терминах, употребляемых в качестве таковых: «чукчи», «нанайцы», «чурки», «узкоглазые», «хачики» — все, кто подпадает под категорию «нерусских». В 1980—1990-е годы «еврейчата» и «жидки» в качестве главных угроз в массовом сознании были вытеснены «лицами кавказской национальности», они же «чёрные», «черножопые» (несмотря на то, что подавляющее большинство представителей народов Кавказа относится к европеоидам).
К началу 2000-х годов это выражение использовалось всё реже. Вместо него в оборот вошёл ещё более расистский термин «чёрные» для обозначения всех лиц «неславянской внешности». С начала 2000-х годов образы «кавказского врага» и нежелательного «мигранта» культивировались журналистами несколькими способами, включая широкое использование термина «лицо кавказской национальности», вызывавшего у читателя подозрительность и настороженность.

## Значение
Конструкты «лицо кавказской национальности», «чёрные» свидетельствуют о расколотости этого межэтнического пространства по линии «свои — чужие», где чужие рассматриваются как враги, а неприятие одних другими имеет расовые мотивы. Выражение раскололо российское межэтническое пространство России, включив в себя всех лиц с предположительно неславянской внешностью, включая часть славян, противопоставляя им лиц со славянскими чертами, в том числе часть неславян.
Историк В. А. Тишков рассматривает в качестве варианта расовой нетерпимости широко распространившийся в средствах массовой информации и на бытовом уровне стереотип о «лицах кавказской национальности» как криминальных элементах и нежелательных чужаках.
От фразеологизма лицо кавказской национальности образована аббревиатурная лексема ЛКН, которая предположительно читается как «элкана́вт». Этноним ЛКН носит явно экспрессивный характер, поскольку часто употребляется в качестве синонима в одном контексте с такими широко распространёнными этническими кличками, как азер, хачик, даг и т. д.